# Jean-Marie Action
 (janvier 2020).

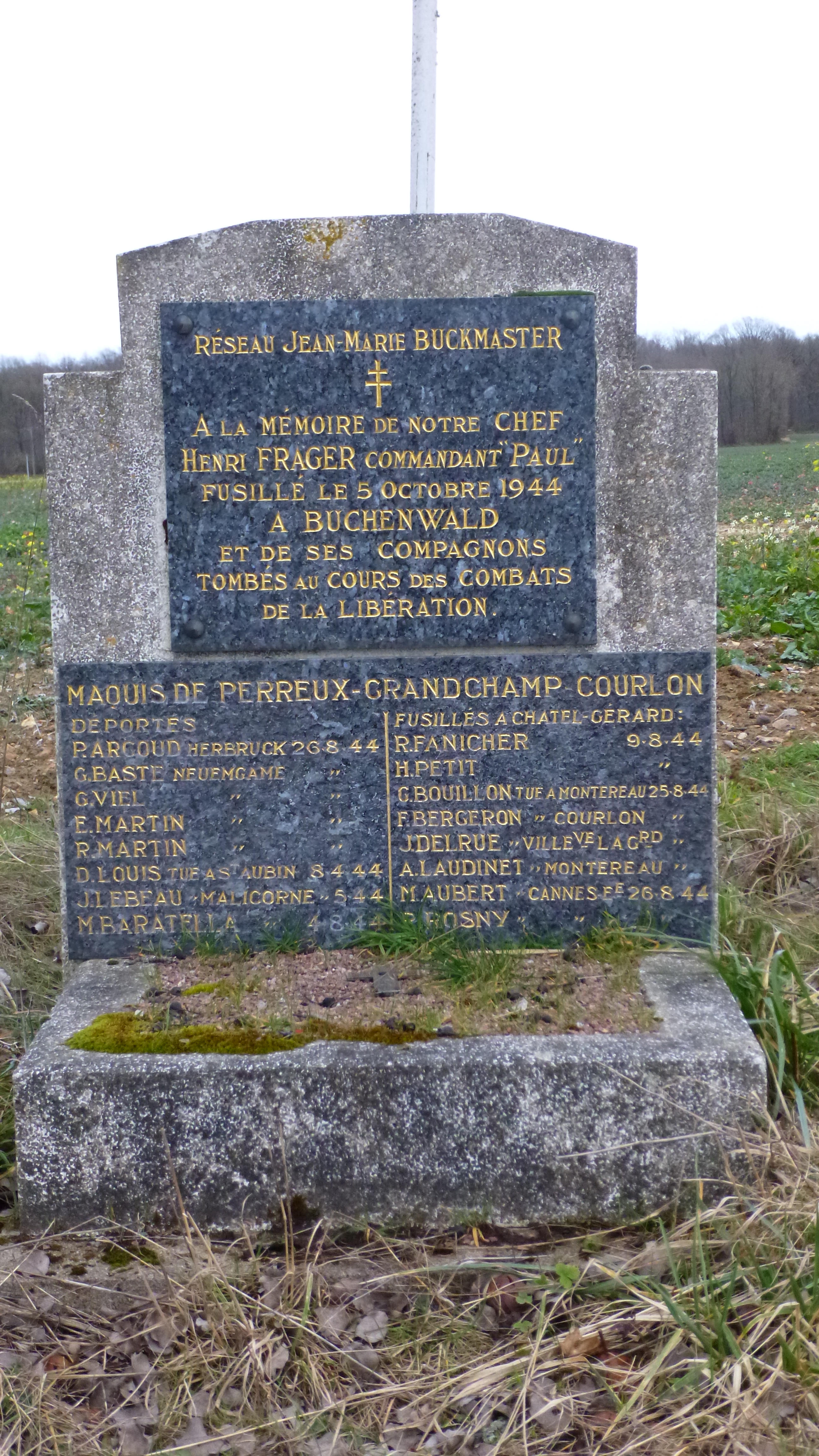
Perreux, Yonne, France. Monument aux morts consacré au réseau Jean-Marie Buckmaster et aux combattants déportés et fusillés du maquis de Perreux.

Jean-Marie Action, parfois surnommé Jean-Marie Donkeyman est un réseau de la résistance française créé en 1942, comme une scission du réseau Carte, fondé en 1940 et dirigé par André Girard.

## Le réseau
Henri Frager crée le réseau Jean-Marie (Donkeyman) en décembre 1942 à la suite d'un conflit avec le réseau Carte, fondé en 1940 et dirigé par André Girard. Il encourage la création de multiples antennes dans de nombreux départements français, dont Paris, Meudon, l'Yonne (où est implanté un maquis) et le Béarn[réf. nécessaire].
Le réseau pratique du sabotage et accueille des agents alliés[réf. nécessaire].
Jean-Marie fait partie du réseau Buckmaster, sous le commandement du SOE britannique. Frager s'envole régulièrement à Londres pour se faire entendre du colonel Buckmaster et de son adjoint Bodington. Le plus long de ses voyages s'étend de novembre 1943 à février 1944. Pendant cette période, il devient officier britannique et est informé du futur débarquement. Pendant son absence, le réseau est infiltré par l'Abwehr et Roger Bardet, le second de Frager, leur fournit des informations.
À son retour en France, Frager est chargé d'organiser des actions armées contre les Allemands et choisit de déléguer la direction de toutes les antennes du réseau, ne dirigeant plus que celle de l'Yonne, où il implante en mai 1944 le siège national du réseau.
Le 25 juin 1944, des soldats allemands attaquent le siège de Jean-Marie et Frager ordonne son évacuation. Il est arrêté le 2 juillet 1944 à l'arrêt de métro Duroc alors qu'il tente de rejoindre sa sœur à Paris.
Outre son chef Henri Frager, le réseau comprend d'autres membres de sa famille : sa sœur Jeanne Frager (1898-1968), son épouse Louba Frager née Mouromsky (1902-1976), son neveu Jean Frager (1921-2000), ainsi que l'écrivain Jorge Semprún (1923-2011)[réf. nécessaire].

## Sources
1. 1 2 3 4 5  « Musée de la résistance en ligne », sur museedelaresistanceenligne.org (consulté le 1er juillet 2023)

### Archives
- Fabrice Bourrée, Notice de la plaque d'hommage à Henri Frager, sur le Musée de la résistance en ligne
- Archives nationales, 72 AJ 6 et 7 (archives de l'abbé Guillaume) ; 72 AJ 41 (dossier Roger Bardet).
- Archives du SOE, Londres (dossier individuel d'Henri Frager).
- Public Record Office, Londres, HS6/578 (rapport du 27 novembre 1944 sur Frager).

### Documentaires
- Thierry Roblin, "Henri Frager" in CD-ROM La Résistance dans l'Yonne, ARORY-AERI, 2004.
- Gérard Fournier, "Henri Frager" in CD-ROM La Résistance dans le Calvados, Résistance et Mémoire -AERI, 2004